# Ґліна (Отвоцький повіт)
Ґліна (пол. Glina) — село в Польщі, у гміні Целестинув Отвоцького повіту Мазовецького воєводства.
Населення — 1054 особи (2011).
У 1975-1998 роках село належало до Варшавського воєводства.

## Демографія
Демографічна структура станом на 31 березня 2011 року:
|          | Загалом | Допрацездатний вік | Працездатний вік | Постпрацездатний вік |
| -------- | ------- | ------------------ | ---------------- | -------------------- |
| Чоловіки | 520     | 112                | 372              | 36                   |
| Жінки    | 534     | 90                 | 331              | 113                  |
| Разом    | 1054    | 202                | 703              | 149                  |